# Первый московский процесс
Пе́рвый моско́вский проце́сс (официальное название — проце́сс «Антисове́тского объединённого троцки́стско-зино́вьевского це́нтра», также известен как «проце́сс шестна́дцати») — первый из так называемых московских процессов, показательный суд над группой бывших руководителей партии, в прошлом активных участников оппозиции.
Дело слушалось в Военной коллегии Верховного Суда СССР c 19 по 24 августа 1936 года. Основными обвиняемыми были Григорий Зиновьев и Лев Каменев. Все подсудимые были признаны виновными, приговорены к высшей мере наказания и расстреляны на следующий день после завершения процесса. В 1988 году приговор был отменён, а все осуждённые реабилитированы за отсутствием в их действиях состава преступления.

## Процесс и приговор
Следствие по делу велось с 5 января по 10 августа 1936 года под руководством Генриха Ягоды и Николая Ежова. Среди подследственных были осуждённые в январе 1935 года по делу «Московского центра» и отбывавшие наказание Зиновьев и Каменев. 15 августа 1936 года Прокуратура СССР известила о результатах следствия, проведённого НКВД и о предании суду группы заговорщиков и террористов.
Дело о так называемом «Антисоветском объединённом троцкистско-зиновьевском центре» рассматривалось Военной коллегией Верховного суда СССР на открытом судебном заседании в Москве в Октябрьском зале Дома Союзов. 19 августа 1936 года Военная коллегия Верховного суда под председательством армвоенюриста Василия Ульриха в составе членов корвоенюриста Ивана Матулевича, диввоенюриста Иона Никитченко, диввоенюриста Ивана Голякова при секретаре военюристе первого ранга А. Ф. Костюшко при участии прокурора Андрея Вышинского приступила к рассмотрению дела.
Подсудимые составляли две не связанные между собой группы.
В одну группу входили известные большевики, участвовавшие в 1926—1927 годах в «объединённой оппозиции»:
- Зиновьев, Григорий Евсеевич;
- Каменев, Лев Борисович;
- Евдокимов, Григорий Еремеевич;
- Бакаев, Иван Петрович;
- Мрачковский, Сергей Витальевич;
- Тер-Ваганян, Вагаршак Арутюнович;
- Смирнов, Иван Никитич;
- Дрейцер, Ефим Александрович;
- Рейнгольд, Исаак Исаевич;
- Пикель, Ричард Витольдович;
- Гольцман, Эдуард Соломонович.

Они обвинялись в том, что:
- в соответствии с директивой Льва Троцкого организовали объединённый троцкистско-зиновьевский террористический центр для совершения убийства руководителей ВКП(б) и Советского правительства;
- подготовили и осуществили 1 декабря 1934 года через ленинградскую подпольную террористическую группу злодейское убийство Кирова;
- создали ряд террористических групп, готовивших убийство Сталина, Ворошилова, Жданова, Кагановича, Орджоникидзе, Косиора, Постышева.

В другую группу входили пять бывших членов Компартии Германии, эмигрировавших в СССР, некоторые из которых когда-то сочувствовали Левой оппозиции, другие были агентами НКВД:
- Круглянский, Илья-Давид Израилевич (Фриц-Давид);
- Ольберг, Валентин Павлович;
- Берман-Юрин, Конон Борисович;
- Александр Эмель;
- Лурье, Натан Лазаревич[5].

Они обвинялись в том, что, будучи якобы членами подпольной троцкистско-зиновьевской террористической организации, являлись активными участниками подготовки убийства руководителей партии и правительства.
По мнению обвинения, осенью 1932 года подпольная троцкистская организация в СССР, выполняя указания Троцкого из-за границы, объединила усилия с подпольной зиновьевской организацией. Образовался «объединённый центр», в котором троцкисты были представлены Смирновым, Мрачковским и Тер-Ваганяном, а зиновьевцы — Каменевым, Евдокимовым, Бакаевым и самим Зиновьевым. Конечная цель их была — захват власти. Как утверждало обвинение, заговорщики не тешили себя надеждой заручиться поддержкой народа, ибо под руководством Сталина СССР успешно строил социализм. Оставалось только одно — убить Сталина и других вождей партии и правительства.
Всё началось в марте 1932 году, когда Троцкий в открытом письме (экземпляр которого нашёлся между двойными стенками чемодана Эдуарда Гольцмана) выступил с призывом убрать Сталина, то есть убить его. Троцкий из Норвегии заправлял всем заговором, а главными заговорщиками в СССР являлись Зиновьев и Каменев (которые с конца 1932 до 1933 года отбывали ссылку, а в 1935—1936 годах находились под арестом и даже недолгое время на свободе оставались под неусыпным наблюдением ОГПУ). Шифрованные донесения от Троцкого заговорщикам якобы передавал Смирнов (который с января 1933 года сидел в тюрьме). По материалам обвинения центр дал команду группе Николаева-Котолынова убить Кирова в Ленинграде. Планировалось ещё много покушений, но каждый раз выходила осечка. Выполняя указание Смирнова, Гольцман якобы встретился осенью 1932 года с сыном Троцкого Львом Седовым и самим Троцким в копенгагенском отеле «Бристоль». Именно там последний и сказал, что Сталина необходимо убить («убрать»). В 1934 году Бакаев, Рейнгольд и Дрейцер дважды пытались выполнить эту установку, но безуспешно. В 1935 году Берман-Юрин и Фриц Давид хотели убить Сталина на VII конгрессе Коминтерна, но у них ничего не вышло: первого просто не пустили в здание, а второй хотя и прошёл со своим браунингом, но не мог подойти на расстояние выстрела. Повинуясь переданному Седовым приказу Троцкого, Ольберг хотел застрелить Сталина на первомайских торжествах 1936 года, но не смог, так как был арестован до Первомая. Натану Лурье не удалось выполнить задание — убить Кагановича и Орджоникидзе, когда они приехали в Челябинск. Потом он не застрелил Жданова на первомайской демонстрации в Ленинграде в 1936 году только потому, что оказался слишком далеко от него. Готовились покушения на Ворошилова, Косиора и Постышева, но все попытки провалились.
Единственным представленным суду вещественным доказательством, если не считать признаний самих подсудимых, был фальшивый гондурасский паспорт Ольберга. Единственной свидетельницей выступила бывшая жена Смирнова А. Н. Сафонова, которая сама была под следствием по обвинению в участии в заговоре. Один из обвиняемых, Гольцман, признался в том, что он в 1932 г. встретился в копенгагенском отеле «Бристоль» с сыном Л. Д. Троцкого Львом Седовым, где последний передал ему инструкции Троцкого. В довершение всего Л. Д. Троцкий представил комиссии Дьюи, заседавшей в Мексике в начале 1937 г., документы, неопровержимо доказывавшие невозможность пребывания его сына Седова в Дании в 1932 г. Генеральный план террористических действий — письмо Троцкого от 1932 г. с требованием «убрать» Сталина посредством его убийства оказалось всего лишь «открытым письмом», написанным Троцким в марте 1932 г. и напечатанным в «Бюллетене оппозиции». В письме Троцкий, отвечая на вышедший в феврале указ о лишении его и членов его семьи советского гражданства, обвинял Сталина в том, что его курс заводит партию и страну в тупик, и в заключение писал: «Нужно наконец выполнить последний настоятельный завет Ленина — убрать Сталина». Таким образом, как писал «Бюллетень» в конце 1936 г., Ленин оказался первым террористом. Однако на мнимом тождестве слов «убрать» и «убить» строилось всё обвинение (в 1956 году Сафонова сообщила в Прокуратуру СССР, что её показания, как и показания Зиновьева, Каменева, Мрачковского, Евдокимова и Тер-Ваганяна, «на 90 процентов не соответствуют действительности»; условные 10 процентов правды — реальная оппозиционная организация, существовавшая в 1931—1932 годах, реальные встречи, в других местах и с другими целями, номера «Бюллетеня оппозиции», найденные при аресте в чемодане Гольцмана, и т. д. — и легли в основу «террористического» сюжета).
Предъявленные обвинения признали почти все подсудимые, за исключением Смирнова и Гольцмана, которые, как и на предварительном следствии, продолжали отрицать какую-либо свою причастность к террористической деятельности, хотя и были готовы подтвердить участие в работе подпольной оппозиционной организации (тем более что Смирнов ещё в 1933 году был осуждён за это к пяти годам лишения свободы). Все 16 подсудимых были признаны виновными, 24 августа 1936 года их приговорили к высшей мере наказания — расстрелу. 25 августа приговор привели в исполнение.
13 июня 1988 года пленум Верховного суда СССР отменил приговор, реабилитировав осужденных с прекращением дела за отсутствием в их действиях состава преступления.

## Последствия процесса
В марте 1937 года в Мексике Троцким и его сторонниками был инициирован «контр-процесс», состоявший в рассмотрении обвинений Комиссией Дьюи. По результатам этого расследования Троцкий был признан невиновным. Важным общим местом как Московского процесса, так заседаний Комиссии Дьюи были показания Гольцмана о встрече с Троцким и его сыном Львом Седовым в холле гостиницы «Бристоль» в Копенгагене, комиссия использовала это показание для доказательства фальсификации обвинений.
Некоторые обвиняемые (Каменев, Зиновьев и Рейнгольд) упоминали в своих показаниях М. П. Томского, Н. И. Бухарина, А. И. Рыкова, Н. А. Угланова, К. Б. Радека, Г. Л. Пятакова, Л. П. Серебрякова и Г. Я. Сокольникова, как принимавших в той или иной степени участие в контрреволюционной деятельности. 22 августа 1936 года Вышинский заявил, что Прокуратура начала расследование в отношении этих лиц, а Серебрякова и Сокольникова уже привлекли к уголовной ответственности. Прочитав заявление Вышинского, Томский немедленно покончил жизнь самоубийством на своей даче в Болшеве. 10 сентября 1936 года, в маленькой заметке на второй странице, «Правда» оповестила, что следствие по обвинению Рыкова и Бухарина прекращено за отсутствием каких-либо свидетельств об их преступной деятельности. Вскоре были арестованы Радек и Пятаков. В конечном итоге все упомянутые в заявлении Вышинского лица, кроме погибшего Томского, были арестованы и казнены в 1937—1938 годах. Генрих Ягода 26 сентября 1936 года был смещён с поста Наркома НКВД, на его место назначен Николай Ежов.

## Пропагандистская кампания
После заявления Прокуратуры СССР 15 августа 1936 года о предстоящем суде в печати стали публиковаться многочисленные статьи и резолюции с осуждением «троцкистско-зиновьевской банды». Так, например, 17 августа в «Правде» публикуется статья «Страна клеймит подлых убийц». В ходе процесса газета «Правда» ежедневно печатала его стенограмму. 20 августа «Литературная газета» выходит с редакционной статьей «Раздавить гадину!».
21 августа в газете «Правда» выходит коллективное письмо «Стереть с лица земли!», подписанное 16 известными писателями (подписанты: В. П. Ставский, К. А. Федин, П. А. Павленко, В. В. Вишневский, В. М. Киршон, А. Н. Афиногенов, Б. Л. Пастернак, Л. Н. Сейфуллина, И. Ф. Жига, В. Я. Кирпотин, В. Я. Зазубрин, Н. Ф. Погодин, В. М. Бахметьев, А. А. Караваева, Ф. И. Панфёров, Л. М. Леонов).
После вынесения приговора также публиковались многочисленные резолюции с его одобрением.
Пример фразеологии 1936 и 1937 годов из передовиц журнала «Вестник Академии наук СССР»:

В дни процесса эта подлая банда убийц, ещё осквернявшая своим существованием советскую землю, с деловитостью профессиональных убийц рассказывала суду об осуществлённых и подготовлявшихся ею злодеяниях. Отребье человечества, объединившееся в троцкистско-зиновьевский центр, они использовали для своей подлой деятельности ещё невиданные в истории методы провокации, предательства и лжи; всё наиболее бесчестное и преступное из грязнейших арсеналов подонков человечества было избрано ими в качестве орудия борьбы. Годами плелась сеть провокаций, диверсий, шпионажа и подготовки убийств. Смерть любимого народного трибуна, пламенного борца за дело Ленина-Сталина, обаятельного человека Сергея Мироновича Кирова — дело этих трижды презренных убийц. Нет преступлений, которые бы не числились в признаниях Зиновьева, Каменева, Евдокимова, Смирнова, Бакаева и прочих убийц. И все они неразрывно связаны с именем главного преступника и вдохновителя всех этих злодеяний, с именем и делами Иуды Троцкого. Это он — Троцкий объединил убийц в троцкистско-зиновьевский центр для осуществления террора против великих вождей коммунизма. Это он — Троцкий совместно с германской тайной фашистской полицией (Гестапо) плёл шпионскую диверсионную сеть на важнейших участках народного хозяйства и обороны социалистической страны. Это он — Троцкий провоцировал войну против Советского Союза, мечтая захватить власть в свои руки. Презренный Иуда заклеймён судом истории, как подлый предатель и главарь убийц.

ВРАГИ НАРОДА
Семь дней длился судебный процесс над антисоветским троцкистским центром и участниками антисоветской троцкистской организации.
Семь дней Верховный суд Союза ССР, а с ним и все народы великой страны социализма, нить за нитью распутывали клубок грязной, кровавой деятельности презренных предателей родины, шпионов, диверсантов, прямых агентов фашистских разведок.
Перед лицом всего мира на судебном следствии развернулась потрясающая картина преступлений, совершенных этими наймитами империалистического капитала по прямой указке злейшего врага народа — иуды Троцкого.
Азефы и Малиновские казались младенцами и простаками, когда из гнойных уст непревзойденных мастеров двурушничества и предательства сочились цинично-развязные показания о содеянных ими преступлениях. Во всей истории человечества нельзя найти примеров более низкого и более подлого падения, где так цинично попирались бы основные законы человеческого общежития и человеческой морали.